# Cal Jaumet (Castellcir)
Cal Jaumet (Can Joanet, en alguns mapes) és una masia del terme municipal de Castellcir, al Moianès.
Està situada uns 650 metres a llevant del Carrer de l'Amargura, nucli principal actual del poble de Castellcir, a llevant de la masia del Puig i molt a prop al sud-est de Can Gregori.
S'hi accedeix per la pista rural que des del Carrer de l'Amargura mena a Sant Andreu de Castellcir i a Cal Tomàs. Poc abans que aquesta pista travessi la riera de Castellcir surt una altra pista cap al sud-sud-oest que mena a Can Joanet.
Passen per Can Joanet el Camí de Sant Andreu i el Camí del Molí del Mig del Bosc.